# Daniela Galeotti
Daniela Galeotti (Livorno, 22 marzo 1977) è un'altista italiana, tre volte campionessa italiana di atletica leggera.

## Carriera
Tra le manifestazioni internazionali a cui ha partecipato, si segnala un 5º posto ai Giochi mondiali militari e un 10º ai Campionati europei di atletica leggera under 23 nel 1999, mentre non riuscì a qualificarsi per la finale ai Campionati europei di atletica leggera indoor 2000 .

## Palmarès
| Anno | Manifestazione | Sede     | Evento        | Risultato | Misura | Note  |
| ---- | -------------- | -------- | ------------- | --------- | ------ | ----- |
| 1994 | Gymnasiadi     | Nicosia  | Salto in alto | Bronzo    | 1,80 m |       |
| 1999 | Europei U23    | Göteborg | Salto in alto | 13ª       | 1,82 m | [ 3 ] |
| 2000 | Europei indoor | Gand     | Salto in alto | 20ª (q)   | 1,82 m |       |

## Campionati nazionali
1999
- Oro ai campionati italiani assoluti, salto in alto - 1,92 m
- Oro ai campionati italiani assoluti indoor, salto in alto - 1,90 m

2000
- 5ª ai campionati italiani assoluti, salto in alto - 1,76 m
- Argento ai campionati italiani assoluti indoor, salto in alto - 1,90 m

2001
- 7ª ai campionati italiani assoluti, salto in alto - 1,76 m
- Oro ai campionati italiani assoluti indoor, salto in alto - 1,84 m

2002
- 9ª ai campionati italiani assoluti indoor, salto in alto - 1,65 m

2003
- 8ª ai campionati italiani assoluti, salto in alto - 1,80 m
- 7ª ai campionati italiani assoluti indoor, salto in alto - 1,80 m

2004
- Bronzo ai campionati italiani assoluti, salto in alto - 1,80 m
- Argento ai campionati italiani assoluti indoor, salto in alto - 1,88 m

2005
- 7ª ai campionati italiani assoluti, salto in alto - 1,79 m
- Bronzo ai campionati italiani assoluti indoor, salto in alto - 1,78 m

2006
- Argento ai campionati italiani assoluti, salto in alto - 1,87 m
- 8ª ai campionati italiani assoluti indoor, salto in alto - 1,78 m

2007
- 7ª ai campionati italiani assoluti, salto in alto - 1,76 m
- 4ª ai campionati italiani assoluti indoor, salto in alto - 1,78 m

2008
- 8ª ai campionati italiani assoluti, salto in alto - 1,77 m
- 7ª ai campionati italiani assoluti indoor, salto in alto - 1,74 m

2009
- 8ª ai campionati italiani assoluti, salto in alto - 1,74 m

2010
- 4ª ai campionati italiani assoluti, salto in alto - 1,81 m
- Bronzo ai campionati italiani assoluti indoor, salto in alto - 1,83 m

2011
- 5ª ai campionati italiani assoluti indoor, salto in alto - 1,71 m

2012
- 12ª ai campionati italiani assoluti, salto in alto - 1,71 m

## Altre competizioni internazionali
1999
- 13ª al Golden Gala ( Roma), salto in alto - 1,80 m

2000
- 11ª al Golden Gala ( Roma), salto in alto - 1,80 m